# Louis Aragon
Louis Aragon (Paris, 3 de outubro de 1897 — Paris, 24 de dezembro de 1982) foi um poeta, romancista e ensaísta francês. Em 1957, foi-lhe atribuído o Prêmio Lênin da Paz.

## Biografia
Louis Aragon (nascido Louis Andrieux), poeta e romancista francês, nasceu em 3 de outubro de 1897. A família era proprietária de uma pensão num bairro abastado da capital francesa. Após concluir os estudos no Liceu Carnot, em 1916, ingressou na Faculdade de Medicina da Universidade de Paris. Convocado para o serviço militar, serviu como médico auxiliar durante a I Guerra Mundial. Após o conflito, retomou os estudos e conheceu André Breton, que o apresentou ao surrealismo. Nos anos seguintes, dirigiu, juntamente com Philippe Soupault e Breton, a revista Littérature.
Aragon estreou como poeta em 1920, com o livro Feu de joie, ao qual se seguiram outras publicações, como o romance Anicet ou Le Panorama (1921), a coletânea de contos Le libertinage (1924) e a narrativa satírica Le paysan de Paris (1926), entre outras obras.
Em 1928 conheceu Elsa Triolet, escritora russa, cunhada de Maiakovski, que foi o seu grande amor e com quem se casou. Filiou-se ao Partido Comunista Francês (PCF) e realizou, em 1930, uma visita à União Soviética. De volta a Paris, distanciou-se dos surrealistas e publicou Le front rouge (1930), poema de temática revolucionária, escrito sob a influência de Maiakovski.
Nos anos seguintes, Aragon publica poemas, artigos de jornal, ensaios e romances de nítida influência marxista. Durante a Guerra Civil Espanhola, alistou-se como voluntário e combateu ao lado dos republicanos. Quando a França foi ocupada pelas tropas nazistas, em 1940, participou da Resistência, assim como Paul Éluard, também militante do PCF. Entre seus livros publicados nesse período destacam-se Le Crève-cœur (1941) e Les yeux d’Elsa (1942), sua obra mais conhecida, em que celebra o amor absoluto.
Após a II Guerra Mundial, colabora em jornais e revistas como Ce soir e Les lettres françaises e publica outros livros importantes, como Elsa (1958) e Le Fou d'Elsa (1963). Entre seus últimos títulos publicados destacam-se os romances La mise à mort (1965) e Blanche ou l’oubli (1967). Louis Aragon, um dos maiores poetas franceses do século XX e um dos fundadores do surrealismo, faleceu em Paris em 1982.
Jean Ferrat e Léo Ferré cantaram vários de seus poemas.

## Publicações

### Romances e contos
- Anicet ou le Panorama, roman (1921)
- Les Aventures de Télémaque (1922)
- Uma vaga de sonhos (1924). Tradução, apresentação e notas de Flávia Falleiros. Perfis biográficos de Ameli Jannarelli. São Paulo: Edições 100/cabeças. 2024. ISBN: 978-65-87451-21-3
- Le Libertinage (1924)
- Le Paysan de Paris (1926)[1]
- Le Con d'Irène (1927, publicado sob o pseudônimo de Albert de Routisie)
- Les Cloches de Bâle ("Le Monde réel", 1934)
- Les Beaux Quartiers ("Le Monde réel", 1936, vencedor do Prêmio)
- Les Voyageurs de l'Impériale ("Le Monde réel", 1942)
- Aurélien ("Le Monde réel", 1944)
  - Edição portuguesa: Aureliano (tradução de Maria José Marinho.Lisboa: editora Arcádia, S.D.)
- Servitude et Grandeur des Français. Scènes des années terribles (1945)
- Les Communistes (6 volumes, 1949–1951 et 1966–1967 – "Le Monde réel")
- La Semaine Sainte (1958) (publicado em inglês em 1959 como Holy Week)
- Le Fou d'Elsa (1963)
- La Mise à mort (1965)
- Blanche ou l'oubli (1967)
- Henri Matisse, roman (1971)
- Théâtre/Roman (1974)
- Le Mentir-vrai (1980)
- La Défense de l'infini (1986)
- Les Aventures de Jean-Foutre La Bite (1986)

### Poesia
- Le Musée Grévin, publicado sob o pseudônimo François la Colère pelas Editions de Minuit
- La Rose et le réséda
- Feu de joie, 1919
- Le Mouvement perpétuel, 1926
- La Grande Gaîté, 1929
- Persécuté persécuteur, 1930–1931
- Hourra l'Oural, 1934
- Le Crève-Cœur, 1941
- Cantique à Elsa, 1942
- Les Yeux d'Elsa, 1942
- Brocéliande, 1942
- Le Musée Grevin, 1943
- Complainte de Robert le Diable, 1945
- La Diane française, 1945
- En étrange pays dans mon pays lui-même, 1945
- Le Nouveau Crève-Cœur, 1948
- Le Roman inachevé, 1956
- Elsa, 1959
- Les Poètes, 1960
- Le Fou d'Elsa, 1963
- Il ne m'est Paris que d'Elsa, 1964
- Les Chambres, poème du temps qui ne passe pas, 1969
- Demeure de Malkine, 1970

### Ensaios
- Une vague de rêves, 1924
- Treatise on Style, 1928 (francês: Traité du style)
- Pour un réalisme socialiste, 1935